# Falcileptoneta melanocomata
Falcileptoneta melanocomata là một loài nhện trong họ Leptonetidae.
Loài này thuộc chi Falcileptoneta. Falcileptoneta melanocomata được T. Komatsu miêu tả năm 1961.